# 乞四比羽
乞四比羽，（？—698年）又作乞昆羽，是7世纪末白山靺鞨部的頭领。
696年（武周万岁通天元年），契丹首领松漠都督李尽忠杀营州都督赵文翙反唐，乞四比羽与粟末靺鞨首领乞乞仲象、大祚荣父子率领在营州的靺鞨及高句丽余部起兵响应，度辽水东徙，保太白山之东北，阻奥娄河，树壁自固。武则天封乞四比羽为许国公，乞乞仲象为震国公，赦免其罪。乞四比羽拒不受命，武则天命右玉钤卫大将军李楷固、中郎将索仇将其击斩。

## 相关影视
在韩国电视剧《大祚荣》中，乞四比羽和大祚荣、黑水乭是结义兄弟，原是杨万春的部下，高句丽灭亡后，跟随大祚荣。